# Järnvägsolyckan i Wallumbilla 1956
Järnvägsolyckan i Wallumbilla inträffade klockan 0614 den 1 december 1956 i Wallumbilla i Queensland i Australien då persontåget Westlander krockade med persontåget Western Mail bakifrån. Fem personer omkom och ytterligare 10 behövde sjukhusvård.

## Orsak
Olyckan orsakades av att tåget Westlander passerade en signal som visade stopp utan tillstånd. Det är möjligt att föraren hade somnat innan olyckan, fast detta kunde inte fastställas.